# Billy Watkinson
William Wainwright „Billy“ Watkinson (* 16. März 1922 in Whiston; † 13. Februar 2001 in Prescot) war ein englischer Fußballspieler. Als Mittelstürmer gehörte er zum Kader des FC Liverpool, der in der Saison 1946/47 die englische Meisterschaft gewann.

## Sportlicher Werdegang
Watkinson war zunächst bei dem unterklassigen Klub Prescot Cables in seiner Heimat aktiv, bevor er sich im Februar 1946 dem Erstligisten FC Liverpool anschloss. Dort blieb seine Rolle in knapp fünf Jahren zumeist auf die des Mittelstürmers der Reservemannschaft beschränkt, bevor er in der Schlussphase der Meistersaison 1946/47 sechsmal in entscheidender Phase zum Einsatz kam (wobei die Anzahl der Partien jedoch nicht für den offiziellen Erhalt einer Meistermedaille ausreichte). Dabei schoss er beim Debüt am 26. April 1947 gegen Aston Villa (2:1) sein erstes Tor und auch beim letzten Saisonspiel gegen Wolverhampton Wanderers (2:1) stand Watkinson in der Startelf. Darüber hinaus fiel es Watkinson, der über einen guten Schuss verfügte und physisch stark auftrat, schwer, sich in der Stammformation der ersten Mannschaft zu etablieren. Dies lag nicht nur daran, dass er mit dem etatmäßigen Mittelstürmer Albert Stubbins eine hochkarätige Konkurrenz besaß. Er wurde zumeist auf anderen Offensivpositionen eingesetzt, die jedoch auch mit prominenten Akteuren wie Billy Liddell und Jack Balmer belegt waren. Zu Beginn der folgenden Spielzeit 1947/48 bestritt er die ersten sieben Ligaspiele, bevor er seinen Platz an Bob Priday verlor. Im Januar 1951 wechselte er schließlich für eine Ablösesumme von 3.000 Pfund zum Drittligisten Accrington Stanley.
Fortan entwickelt sich Watkinson zu einem soliden und treffsicheren Drittliga-Mittelstürmer, der zunächst in der Nordstaffel in 105 Meisterschaftspartien 45 Tore schoss und dann ab September 1954 für den Ligakonkurrenten Halifax Town weitere 24 Treffer in 60 Partien folgen ließ. Anschließend kehrte er im April 1956 zu seinem Heimatklub Prescot Cables zurück und begann den Herbst seiner Fußballlaufbahn in unterklassigen Liga zu bestreiten. Nach einem weiteren Wechsel zu Skelmersdale United vor Beginn der Saison 1958/59 spielte er noch weitere vier Jahre, bevor er auf medizinisches Anraten hin im Jahr 1962 der Fußballerkarriere ein Ende setzte. Er verstarb im Februar 2001 im Alter von 78 Jahren in Prescot.